# Skäggnosmal
Skäggnosmal (Ancistrus ranunculus) är en fiskart i familjen harneskmalar. Arten lever naturligt på bottnen i klart ej alltför starkt strömmande floder och bäckar i sydamerikanska vatten, men är också en populär akvariefisk. Den blir som störst knappt 13 centimeter lång.
Utbredningsområdet ligger i Brasilien i delstaten Pará. Individerna gömmer sig i sprickor i stenar som ligger i floder. Födan utgörs av alger och organiska smådelar. Andra arter i samma släkte bevakar äggen och ungarna. Exemplar kan troligtvis leva upp till 15 år. De är efter två år könsmogna.
Beståndet hotas av nya vattenkraftverk. Dessa dammbyggnader kan orsaka torka och översvämningar. IUCN listar arten som nära hotad (NT).